# Steve Lopez
Steven M. Lopez (* 1953) ist ein US-amerikanischer Journalist, der seit 2001 als Kolumnist für The Los Angeles Times arbeitet.

## Leben
Lopez stammt ursprünglich aus Pittsburg und studierte an der San José State University. Er war Mitarbeiter bei Time Inc. und schrieb für Time, Life, Entertainment Weekly und Sports Illustrated. Zudem arbeitete er für den Philadelphia Inquirer, die San Jose Mercury News und die Oakland Tribune. Lopez ist der Autor dreier Romane: Third and Indiana (in deutscher Sprache unter dem Titel Der Sprayer bei Droemer Knaur erschienen), The Sunday Macaroni Club und In the Clear. Außerdem schrieb er eine Zusammenfassung seiner Arbeit für The Philadelphia Inquirer mit dem Titel Land of Giants.
Lopez’ Kolumnenserie über seine ungewöhnliche Freundschaft mit dem schizophrenen Bassisten Nathaniel Anthony Ayers inspirierte den Film Der Solist, in dem Robert Downey Jr. die Rolle des Steve Lopez spielt. Lopez schrieb ein Sachbuch mit Titel The Soloist: A Lost Dream, an Unlikely Friendship, and the Redemptive Power of Music, das die Grundlage für den Film darstellte. Lopez arbeitete auch am Drehbuch des Films mit.
Die Beziehung zwischen Ayers und Lopez wurde am 22. März 2009 in einer Episode des Nachrichtenmagazins 60 Minutes behandelt.
Im Oktober 2010 lud der Staatsanwalt von Los Angeles, Carmen Trutanich, Lopez dazu ein, an einem Fahrtest unter Einfluss von Marihuana teilzunehmen. Der Anlass für diesen Test war die Abschätzung der möglichen Folgen der California Proposition 19, einer Gesetzesinitiative zur Legalisierung von Besitz, Herstellung, Transport und Verkauf von Marijuana.

## Auszeichnungen
2008 erhielt Lopez den „President’s Award“ des Los Angeles Press Club bei den 50th Annual Southern California Journalism Awards. Am 29. April 2011 erhielt Lopez einen Ehrendoktor der San José State University.

## Werke
- Third and Indiana. Penguin Books, 1995. ISBN 978-0-140-23945-4
- The Sunday Macaroni Club. Harcourt Brace & Co, 1997. ISBN 978-0-151-00264-1
- In the Clear. Harcourt Brace & Co, 2002. ISBN 978-0-151-00284-9
- Land of Giants: Where No Good Deed Goes Unpunished. Camino Books, 1995. ISBN 978-0-940-15930-3
- The Soloist: A Lost Dream, an Unlikely Friendship, and the Redemptive Power of Music. Berkley Trade 2008, ISBN 978-0-425-22600-1